# Конрад фон Мандерн
Конрад фон Мандерн (*Konrad von Mandern, бл. 1230 —5 травня 1295) — 8-й магістр Лівонського ордену в 1264—1267 роках.

## Біографія
Походив з рейнського шляхетського роду Мандерн, представники якого були міністеріалами графства Вільдунген. Народився близько 1230 року в родинному замку. Ймовірно невдовзі після розподілу графства Вільдунген та початку Війни за Тюринзьку спадщину 1247 року перебрався до лівонії. Тут став лицарем-ченцем.
У 1264 році після відставки магістра Вернера фон Брайтгаузена обирається новим очільником Лівонського ордену. Продовжив політику з підкорення куршів і земгалів, яким допомагали литовці. 1264 року здійснив похід до Земгалії, де зумів захопити велику здобич. Втім на зворотньому шляху зазнав нападу з боку земгалів, втративши 20 лицарів і 600 вояків. Втім зумів зберегти здобив й успішно повернутися до Риги.
У 1265 році заснував замок Мітава в Курляндії, чим ще більше зміцнив присутнійсть Ордену, проте курші продовжували спротив. Невдовзі фон Мандерн зазнав від останніх поразки, втім зумів заховатися в Мітаві. Після цього того ж року заснував замок Нойєпернау, надавши йому землю між річкою Ембеке (Пярну) і морем до гирла річки Рейу. Городяни і члени ордена отримали право пасти на луках худобу, обробляти поля і користуватися лісом.
1266 року заснував замок Вайсенштайн для захисту від нападу зі боку Пскова і Новгорода. Того ж року здійснив похід до Земгалії, сплюндрувавши багато сіл, проте недосяг певного результату.
У 1267 році з невідомих причин пішов у відставку. 1268 рокуобіймав посаду ландмаршала Лівонського ордену. Тодіж звернувся до Любека щодо утримання від торгівлі з Новгородською республікою. Після цього перебрався до Німеччини. Призначається ландкомтуром Марбургу. 1286 року залишив цю посаду, проте 1289 році повернувся на неї. Помер ландкомтуром Марбургу 1295 року.